# Тілопо вануатський
Тілопо вануатський (Ptilinopus tannensis) — вид голубоподібних птахів родини голубових (Columbidae). Ендемік Вануату.

## Поширення і екологія
Вануатські тілопо живуть у вологих гірських і рівнинних тропічних лісах Вануату. Зустрічаються на висоті до 500 м над рівнем моря.